# Formellt slät avbildning
Inom algebraisk geometri och kommutativ algebra säges en ringhomomorfism {\displaystyle f:A\to B} vara formellt slät om den satisfierar följande infinitesimala lyftningsegenskap: 
Antag att B ges strukturen av en A-algebra via avbildningen f. Givet en kommutativ A-algebra C och ett nilpotent ideal {\displaystyle N\subseteq C}, kan varje A-algebrahomomorfism {\displaystyle B\to C/N} lyftas till en A-algebraavbildning {\displaystyle B\to C}. Om varje sådan avbildning dessutom är unik, säges f vara formellt étale.
Formellt släta avbildningar definierades av Alexander Grothendieck i Éléments de géométrie algébrique IV. Bland annat bevisade han att varje sådan avbildning är platt.
För ändligpresenterade morfismer är formel släthet ekvivalent till vanlig släthet.